# Foissy-sur-Vanne
Foissy-sur-Vanne – miejscowość i gmina we Francji, w regionie Burgundia-Franche-Comté, w departamencie Yonne.
Według danych na rok 1990 gminę zamieszkiwało 248 osób, a gęstość zaludnienia wynosiła 16 osób/km² (wśród 2044 gmin Burgundii Foissy-sur-Vanne plasuje się na 664. miejscu pod względem liczby ludności, natomiast pod względem powierzchni na miejscu 623.).